# آپری‌کوکسیب
آپری‌کوکسیب (انگلیسی: Apricoxib) یک داروی آزمایشی ضد سرطان و یک داروی ضد التهابی غیراستروئیدی (NSAID) است. این دارو یک مهارکننده COX-2 است که برای بهبود پاسخ درمانی استاندارد در مدل‌های تعریف‌شده مولکولی سرطان پانکراس در نظر گرفته شده است. همچنین در کارآزمایی‌های بالینی برای سرطان ریه غیر سلولی مورد مطالعه قرار گرفت. توسعه در سال ۲۰۱۵ به دلیل نتایج ضعیف کارآزمایی بالینی کنار گذاشته شد.